# Beršaď
Beršaď (ukrajinsky Бершадь, rusky Бершадь) je město na střední Ukrajině, zhruba 250 km jižně od Kyjeva v Hajsynském rajónu Vinnycké oblasti. Žije zde přibližně 12 tisíc obyvatel.

## Historie
Před II. světovou válkou ve městě žila početná židovská komunita. Většina Židů zahynula během holokaustu po nacistické okupaci Ukrajiny.